# Heping Xiang (socken i Kina, lat 23,26, long 103,79)
Heping Xiang (kinesiska: 和平, 和平乡) är en socken i Kina. Den ligger i provinsen Yunnan, i den sydvästra delen av landet, omkring 230 kilometer sydost om provinshuvudstaden Kunming.
Genomsnittlig årsnederbörd är 1 464 millimeter. Den regnigaste månaden är juli, med i genomsnitt 310 mm nederbörd, och den torraste är februari, med 20 mm nederbörd.